# Wybory parlamentarne w Hiszpanii w 1982 roku
Wybory parlamentarne w Hiszpanii odbyły się 28 października 1982. Frekwencja wyborcza wyniosła 80.0%.
| ← Wybory parlamentarne 1982 w Hiszpanii →                                                          |       |            |
| Partia                                                                                             | %     | Deputowani |
| Hiszpańska Socjalistyczna Partia Robotnicza (Partido Socialista Obrero Español) (PSOE)             | 48,11 | 202        |
| Sojusz Ludowy – Demokratyczna Partia Ludowa (Alianza Popular – Partido Demócrata Popular) (AP-PDP) | 26,36 | 107        |
| Konwergencja i Jedność (Convergència i Unió) (CiU)                                                 | 3,67  | 12         |
| Unia Demokratycznego Centrum (Unión de Centro Democrático) (UCD)                                   | 6,77  | 11         |
| Nacjonalistyczna Partia Basków (Partido Nacionalista Vasco) (PNV)                                  | 1,88  | 8          |
| Hiszpańska Komunistyczna Partia Robotnicza (Partido Comunista de España) (PCE)                     | 4,02  | 4          |
| Centrum Demokratyczno-Socjalne (Centro Democrático y Social) (CDS)                                 | 2,87  | 2          |
| Herri Batasuna (HB)                                                                                | 1,00  | 2          |
| Republikańska Lewica Katalonii (Esquerra Republicana de Catalunya) (ERC)                           | 0,66  | 1          |
| Euskadiko Ezkerra (EE)                                                                             | 0,48  | 1          |
| Razem                                                                                              |       | 350        |